# The War at Home
The War at Home (Brasil: Lembranças Vivas / Portugal: Veterano de Guerra) é um filme estadunidense de 1996, do gênero drama, dirigido e co-produzido por Emilio Estevez. O filme é estrelado por Kathy Bates e Martin Sheen, além do próprio Estevez. O roteiro de James Duff é adaptado de uma história escrita por ele em 1984.